# بورووا (شهرستان میلتس)
بورووا (به لهستانی:  Borowa) یک روستا در لهستان است که در گمینا بورووا واقع شده‌است. بورووا ۱٬۴۵۱ نفر جمعیت دارد.